# Jomboy, Uzbekistan
Jomboy là một thành phố thuộc tỉnh Samarqand của Uzbekistan, đóng vai trò là trung tâm hành chính của huyện Jomboy.

## Địa lý
Jomboy rộng khoảng 0,55 km2, cách tỉnh lỵ Samarqand 13 km. Độ cao trung bình của thành phố là 708 m so với mực nước biển.

## Nhân khẩu
Dưới đây là dân số thành phố qua các năm:
| 1979  | 1989   | 2016   |
| ----- | ------ | ------ |
| 9.350 | 11.308 | 17.400 |

## Kinh tế
Các ngành kinh tế chính trong thành phố bao gồm chế biến thực phẩm và sản xuất vật liệu xây dựng.